# Уильямс, Джерри Линн
Джерри Линн Уильямс (англ. Jerry Lynn Williams; 30 октября 1948 — 25 ноября 2005) — американский рок-певец и композитор. Автор таких хитов, как «Forever Man», «See What Love Can Do», «Something’s Happening», «Running on Faith» и «Pretending» для Эрика Клэптона, а также «Real Man» и «I Will Not Be Denied» для альбома Бонни Райт 1989 года Nick of Time. Он также писал песни для Роберта Планта, Би Би Кинга, Стиви Рэя Вона и Джимми Вона.
Уильямс родился в Далласе, штат Техас. В качестве исполнителя он возглавлял группу High Mountain (позже переименованную в The Jerry Williams Group), которая выпустила альбом на Columbia Records в 1970 году. В 1970-х годах он выпустил сольные альбомы на лейблах Warner Bros. Records и CBS Records. Умер 25 ноября 2005 года в возрасте 57 лет на своей яхте в Сен-Мартене после перенесенного рака печени. На момент своей смерти он был неплатежеспособным из-за бракоразводного процесса и судебного решения, связанного с судебным разбирательством по поводу авторских прав на несколько написанных им песен.
В своей автобиографии Клэптон вспоминал, что встретился с Уильямсом впервые после того, как его лейбл Warner Bros. Records отправил ему демо-записи «Forever Man», «See What Love Can Do» и «Something’s Happening» в качестве предложений для будущего альбома, которым в 1985 году оказался Behind the Sun. Клэптон вспоминал, что ему «нравилось, как пел [Уильямс]». Музыкальный критик Марк Роберти утверждает, что тексты Уильямса «идеально подходили к вокалу Эрика»,